# زاجیرا
زاجیرا (به لاتین: Zajira) یک منطقهٔ مسکونی در بنگلادش است که در ناحیه شریعت‌پور واقع شده‌است. زاجیرا ۲۴۶٫۲۱ کیلومتر مربع مساحت و ۱۹۴٬۰۱۹ نفر جمعیت دارد.